# Атамановское городское поселение
Городско́е поселе́ние «Атамановское» — муниципальное образование в Читинском районе Забайкальского края Российской Федерации.
Административный центр — пгт Атамановка.

## История
Статус и границы городского поселения установлены Законом Читинской области от 19 мая 2004 года «Об установлении границ, наименований вновь образованных муниципальных образований и наделении их статусом сельского, городского поселения в Читинской области»

## Население
| 2009    | 2010    | 2011    | 2012    | 2013    | 2014    | 2015    |
| ------- | ------- | ------- | ------- | ------- | ------- | ------- |
| 9428    | ↗10 474 | ↗10 488 | ↗10 637 | ↗10 676 | ↗10 710 | ↘10 703 |
| 2016    | 2017    | 2018    | 2019    | 2020    | 2021    |         |
| ↘10 579 | ↘10 452 | ↘10 299 | ↗10 392 | ↗10 396 | ↗11 026 |         |

## Состав городского поселения
| № | Населённый пункт | Тип населённого пункта      | Население |
| - | ---------------- | --------------------------- | --------- |
| 1 | Атамановка       | пгт, административный центр | ↗11 014   |
| 2 | Каменка          | посёлок                     | ↘12       |